# Чемпионат Москвы по футболу 1920 (осень)
Чемпионат Москвы по футболу 1920 (осень) стал XV первенством, организованным Московской футбольной лигой (МФЛ).
Турнир главных команд (Класс «А») носил название Кубок Фульда.
Чемпионом впервые стал клуб СК «Замоскворечье».

## Организация и проведение турнира
Состав участников класса «А» полностью соответствовал составу Кубка Фульда прошлого сезона — выступали те же шесть клубов.
Каждый из них мог выставить по три команды (всего на старт вышли шесть I и II, и пять III команд), участвовавших в розыгрыше традиционных кубков (Фульда, Вашке и Миндера).
В классе «Б» выступали также 6 клубов, выставившие шесть I, пять II и три III команды, разыгравшие кубок Мусси и прочие соревнования своего класса.
По итогам первенства предусматривалась ротация клубов между классами «А» и «Б».
Таким образом, всего на шести соревновательных уровнях приняла участие 31 команда, представлявшая 12 клубов.
На высшем уровне (I команды класса «А») участвовали 6 команд
- КФ «Сокольники»
- «Замоскворецкий» КС
- СК «Замоскворечье»
- ОЛЛС
- «Мамонтовка»
- «Сокольнический» КЛ

## Ход турнира

### Турнирная таблица
| № | Команды             | 1        | 2       | 3       | 4       | 5       | 6        | В | Н | П | М       | О  |
| - | ------------------- | -------- | ------- | ------- | ------- | ------- | -------- | - | - | - | ------- | -- |
|   | СК «Замоскворечье»  |          | 4:0 1:0 | 4:1 1:0 | 3:1 1:4 | 4:0 1:0 | 11:0 2:2 | 8 | 1 | 1 | 32 — 8  | 17 |
|   | КФ «Сокольники»     | 0:4 0:1  |         | 9:0 5:4 | 4:2 6:1 | 8:2 3:0 | 6:2 -:+  | 7 | 0 | 3 | 41 — 16 | 14 |
|   | ОЛЛС                | 1:4 0:1  | 0:9 4:5 |         | -:+ 8:1 | 2:0 5:1 | 3:1 7:0  | 5 | 0 | 5 | 30 — 22 | 10 |
| 4 | «Замоскворецкий» КС | 1:3 4:1  | 2:4 1:6 | +:- 1:8 |         | 1:2 8:0 | 5:0 3:0  | 5 | 0 | 5 | 26 — 24 | 10 |
| 5 | «Мамонтовка»        | 0:4 0:1  | 2:8 0:3 | 0:2 1:5 | 2:1 0:8 |         | 1:1 4:1  | 2 | 1 | 7 | 10 — 34 | 5  |
| 6 | «Сокольнический» КЛ | 0:11 2:2 | 2:6 +:- | 1:3 0:7 | 0:5 0:3 | 1:1 1:4 |          | 1 | 2 | 7 | 7 — 42  | 4  |

## Низшие уровни
- Кубок Вашке (II команды класса «А»)

Победитель — «Замоскворецкий» КС — II
- Кубок Миндера (III команды класса «А»)

Победитель — «Замоскворецкий» КС — III

### Кубок Мусси (класс «Б»)
Победитель — «ОФВ»
Прочие участники: 2. «Перово» 3. «Благуша» 4. СОБС 5. МКС 6. МКГ